# Burmoniscus philippinensis
Burmoniscus philippinensis är en kräftdjursart som beskrevs av Kim och Kae Kyoung Kwon 2002B. Burmoniscus philippinensis ingår i släktet Burmoniscus och familjen Philosciidae. Inga underarter finns listade i Catalogue of Life.